# 한지민 (의사)
한지민은 대한민국의 의사이며, 일산스카이내과의 원장이자 소화기내과 전문의이다.

## 방송 출연
- SBS 《좋은 아침》 - 자문의 패널
- MBC 《기분 좋은 날》 - 자문의 패널
- JTBC 《TV정보쇼 알짜왕》 - 자문의 패널
- TV조선 《장수상회》 - 자문의 패널
- TV조선 《퍼펙트 라이프》 - 자문의 패널
- MBN 《천기누설》 - 인터뷰 출연
- MBN 《특집다큐H》 - 인터뷰 출연
- MBN 《엄지의 제왕》 - 자문의 패널
- 채널A 《행복한 아침》 - 자문의 패널
- 채널A 《나는 몸신이다》 - 자문의 패널